# 木苏镇
木苏镇，原为木苏乡，是中华人民共和国四川省阿坝藏族羌族自治州黑水县下辖的一个乡镇级行政单位。

## 行政区划
木苏镇下辖以下地区：
日十多村、罗窝村、徐古村、雅都村、亚扎村、比日坝村、大别窝村、小别窝村和大寨子村。

## 中国传统村落
2013年8月，大别窝村被评为第二批中国传统村落。